# 龙沙镇 (重庆市)
龙沙镇，是中华人民共和国重庆市万州区下辖的一个乡镇级行政单位。

## 行政区划
龙沙镇下辖以下地区：
龙沙社区、龙古社区、岩口社区、沙包村、青龙村、海螺村、岩口村、雨台村、黄金村、印合村、何院村、龙安村、彭家村、马岩村、周坝村、老林村和红鹤村。